# Torso del Belvedere

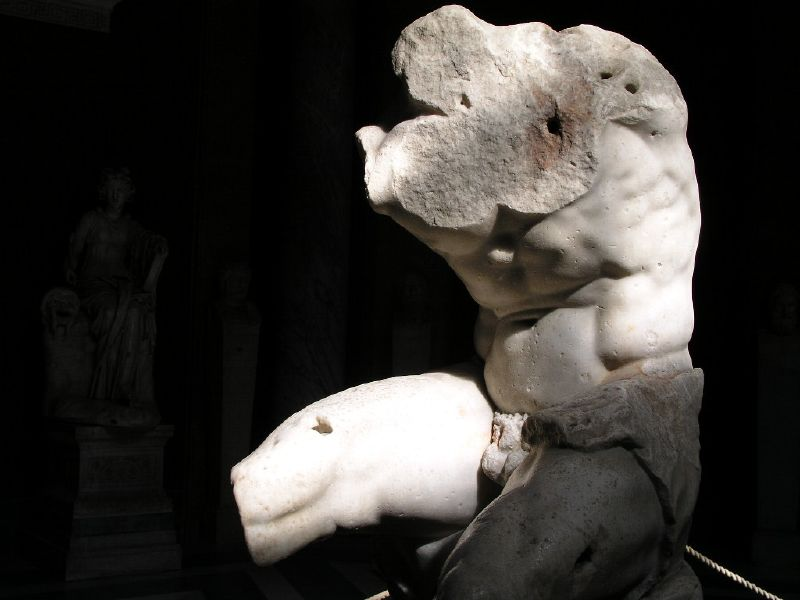
El Torso de Belvedere.

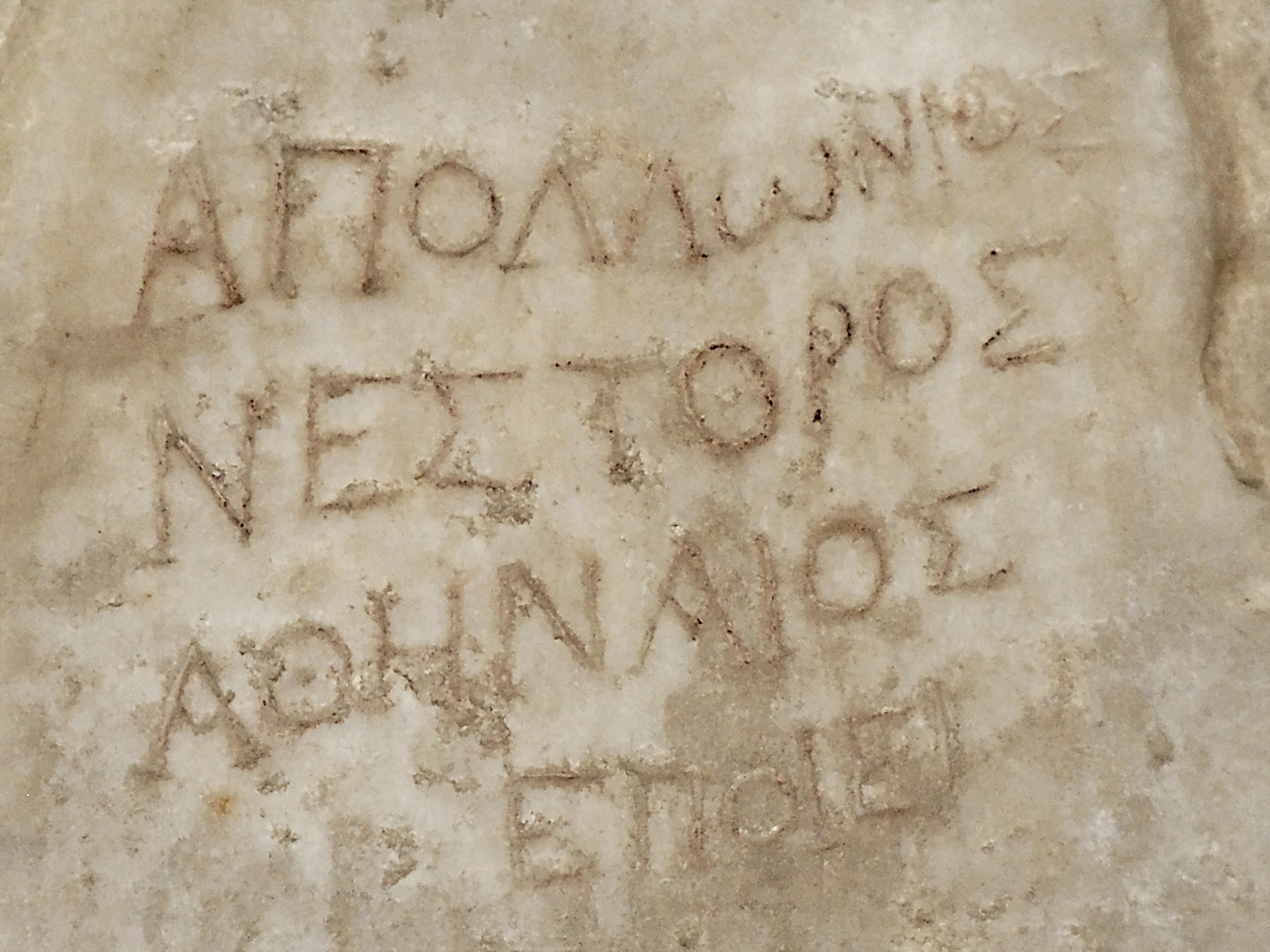
La firma de Apolonio

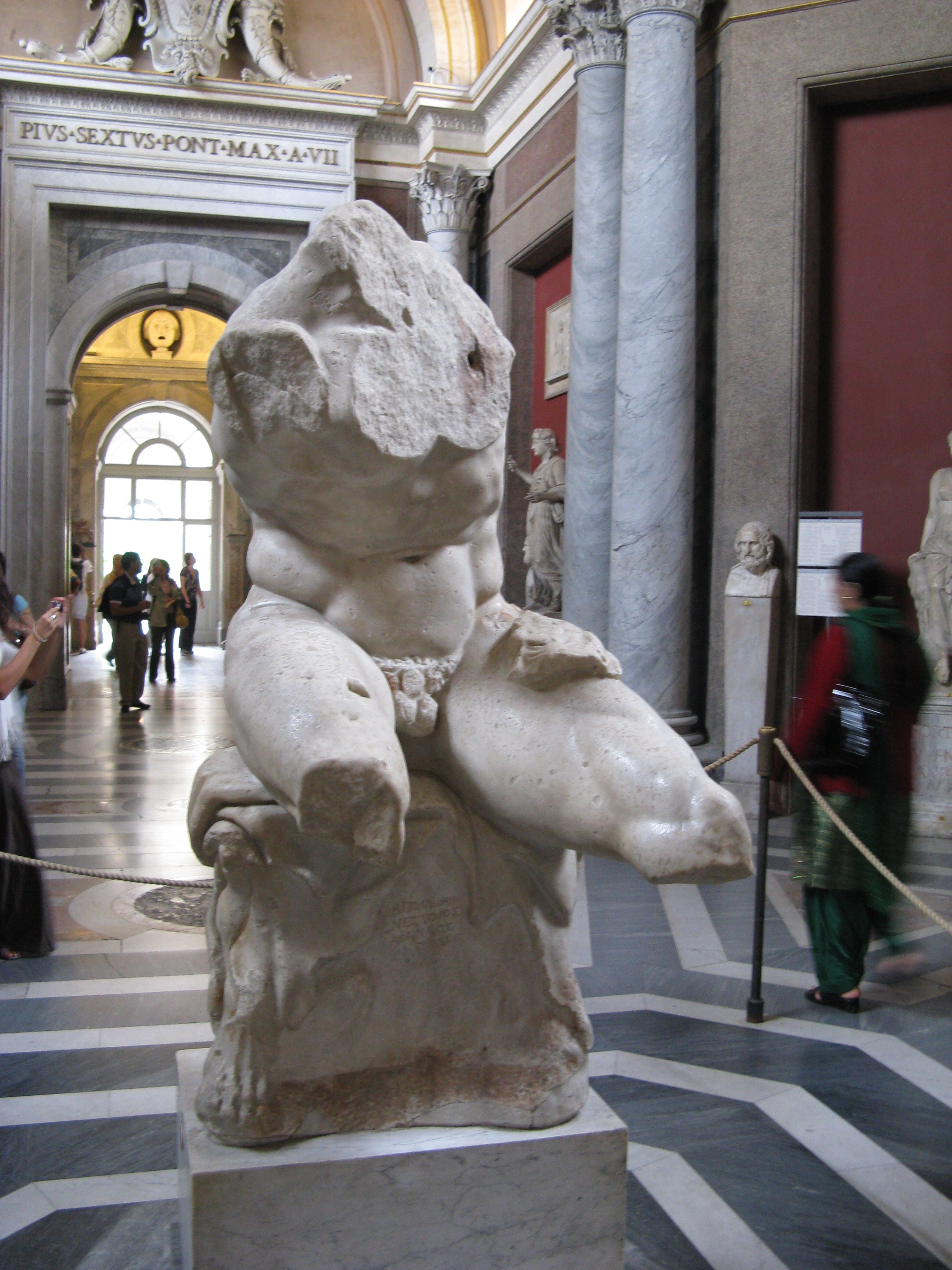
El Torso en su contexto museístico actual.

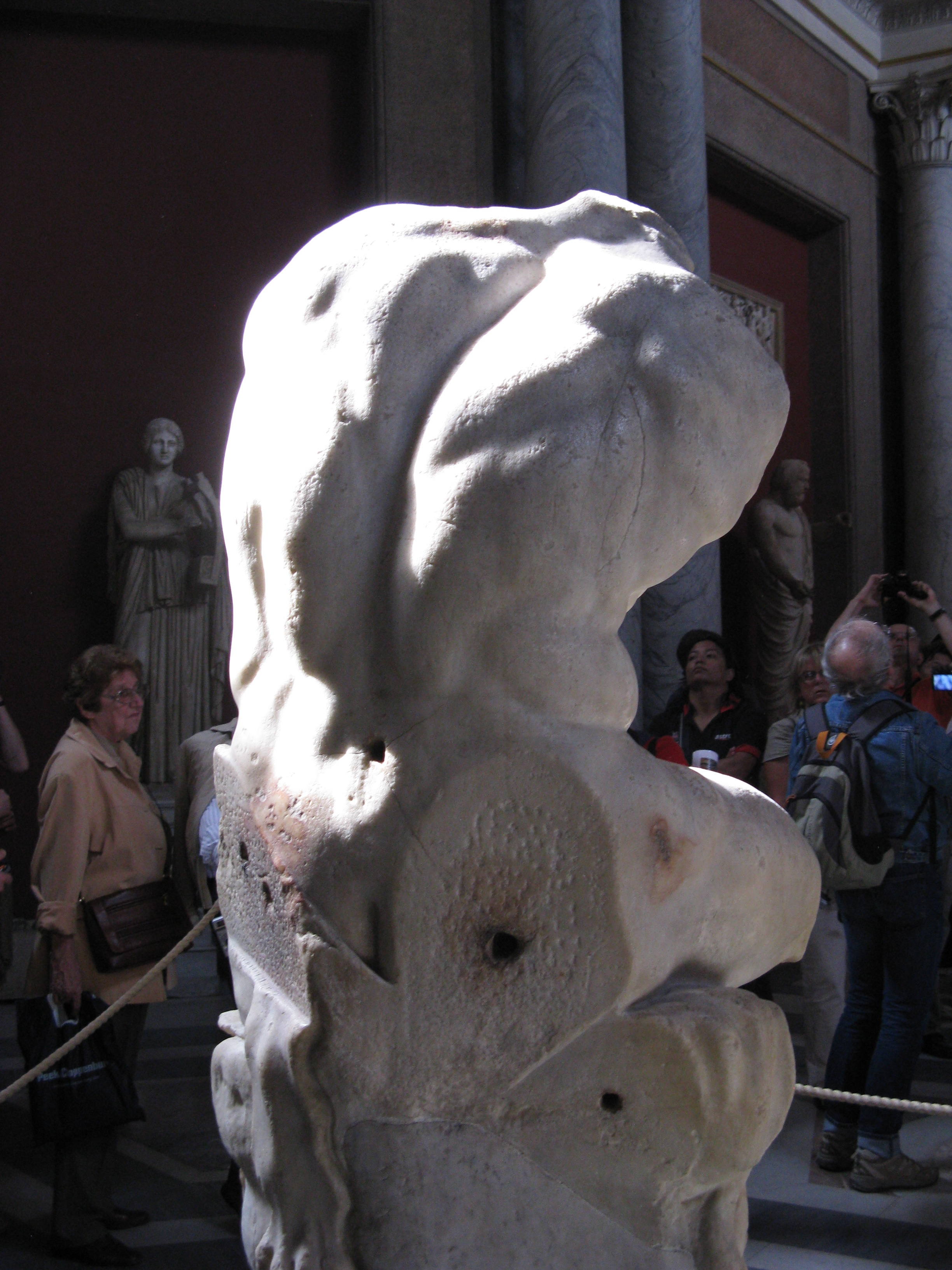
Ídem, vista posterior.

Torso de Belvedere es la denominación convencional de un fragmento de 1,59 m de alto de una escultura en mármol. Está firmado con la inscripción ΑΠΟΛΛωΝΙΟΣ ΝΕΣΤΟΡΟΣ ΑΘΗΝΑΙΟΣ ΕΠΟΙΕΙ ("Apolonio, hijo de Néstor, el ateniense, lo hizo"). Se creía que era un original del siglo I a. C., pero actualmente se supone que es copia, datable en ese siglo, de una obra más antigua, probablemente en bronce, de la primera mitad del siglo II a. C. Estilísticamente pertenece a la escuela neo-ática de la escultura helenística. En la actualidad forma parte de la colección del Museo Pío-Clementino de los Museos Vaticanos, ocupando el lugar central de la "Sala de las Musas".

## Personaje representado
La estatua completa representaría a una figura masculina desnuda sentada sobre la piel de un animal, aunque a qué personaje corresponde exactamente todavía se discute: tradicionalmente (como hizo el propio Winckelmann) se identificaba con Hércules (con lo que la piel sería la del león de Nemea), Polifemo o Marsias, entre otros; actualmente (desde que en 1887 se impugnara por un anatomista que la piel de animal pudiera ser de león) se considera probable su identificación con Ayax, hijo de Telamón, meditando sobre su suicidio (durante la guerra de Troya, al ser ofendido por no obtener la armadura de Aquiles, que se da a Odiseo); lo que parecería indicar la postura que debería tener la cabeza, inclinada hacia la mano derecha, que estaría empuñando la espada con la que se va a quitar la vida.

## Historia
Se divulgó una mixtificación sobre su supuesto hallazgo en el Campo de' Fiori (campo de las flores) de Roma durante el papado de Julio II (1503-1513); pero existen testimonios del siglo XV que mencionan la pieza: el epigrafista Ciriaco de Ancona o alguien de su círculo tomó nota de su inscripción en 1433, estando en posesión del cardenal Prospero Colonna en el Palazzo Colonna de la colina del Quirinal, en la ciudad de Roma. Se registra que en 1463 pasa a la colección del escultor Andrea Bregno; pero debía estar en el Palazzo Colonna en el momento del saco de Roma (1527), cuando pudo sufrir la mutilación de la parte inferior de las piernas (que pueden observarse completas en el grabado de Giovanni Antonio da Brescia -datable entre 1500 y 1519-, lo que sería una restauración imaginativa, ya que en el dibujo de Amico Aspertini -datable ca. 1500-1503- aparece la pierna derecha cortada debajo de la rodilla); y entre 1530 y 1536 fue adquirido por el papa (en un momento indeterminado entre los pontificados de Clemente VII y Paulo III) A mediados del siglo XVI se instaló en el Cortile del Belvedere o Cortile delle Statue (el "patio de las estatuas" del palacio del Belvedere), lugar del que toma el nombre por el que se conoce; junto con otras esculturas excepcionales. Bajo Clemente XIV (1769-1774) se decidió su traslado a los Museos Vaticanos. Entre 1798 y 1815 se exhibió en París, junto con muchas otras piezas de arte que Napoleón trajo de Italia. Cedido bajo los términos del Tratado de Tolentino (1797) formó parte de la entrada triunfal en París (1798). Se instaló en el Musée Central des Arts desde 1800 hasta octubre de 1815. Llegó de vuelta a Roma el 4 de enero de 1816 y a finales de febrero ya estaba instalado nuevamente en los Museos Vaticanos. La resistencia de Francia a devolverla tuvo que ser vencida por la presión del canciller austriaco Metternich, con la intervención del escultor Antonio Canova.

## Influencia
La retorcida pose del Torso y su extraordinariamente bien representada musculatura tuvo un gran influencia en los artistas del Renacimiento, destacadamente Miguel Ángel y Rafael, y posteriormente en el Manierismo y el Barroco. Entre los primeros dibujos que reproducen el Torso (además de los contradictorios ya citados de Giovanni Antonio da Brescia —el grabado que "reconstruye" las piernas— y Amico Aspertini —que reproduce el estado en que ya estaban— están los del propio Miguel Ángel, uno atribuido a Rafael o su escuela, otro de Sebastiano del Piombo (sin datar con precisión, primera mitad del siglo XVI); y, significativamente, los de varios pintores flamencos que realizaban la visita a Roma que se convirtió en fundamental para su formación: Martin van Heemskerck (ca. 1532–1536), Hendrick Goltzius (ca. 1590) y Pedro Pablo Rubens (ca. 1601-1602). También durante el siglo XVI se realizaron copias a tamaño reducido en bronce, que solían completarse para representar a  "Hércules sentado".
La especial veneración de Miguel Ángel por la pieza (que llegó a decir "esta es la obra de un hombre que sabía más que la Naturaleza") fue destacada por sus contemporáneos, que la motejaron "la escuela de Miguel Ángel" (indicando que de ella había aprendido); e incluso "el torso de Miguel Ángel". Es probablemente legendaria la anécdota según la cual el papa Julio II le habría encomendado la tarea de restaurar el Torso añadiéndole las partes que le faltaban, y la respuesta del artista diciendo que tal como estaba era demasiado bello como para alterarlo. Lo que es indudable es que lo tomó como modelo para varias figuras de la bóveda de la Capilla Sixtina (ignudi, siblias, profetas, el Adán) y para las de Cristo y San Bartolomé del Juicio Final en el muro del altar. La denominación del estilo miguelangelesco como terribilità, nacida de la descripción de uomo terribile con la que Julio II se refería a Miguel Ángel, se acomodó perfectamente a la impresión que daba la tensión muscular de sus figuras, que se inspiran explícitamente en la que admiraba en el Torso.
La relación entre Miguel Ángel y el Torso era tan estrecha y agónica que Giovanni Paolo Lomazzo llegó a expresarlo de esta forma: "nunca fue capaz de añadir nada a su belleza... que continuamente perseguía; del mismo modo, Daniele da Volterra, Perino del Vaga y otros que seguían la maniera del mismo Miguel Ángel nunca pudieron igualarlo".

## Galería de imágenes

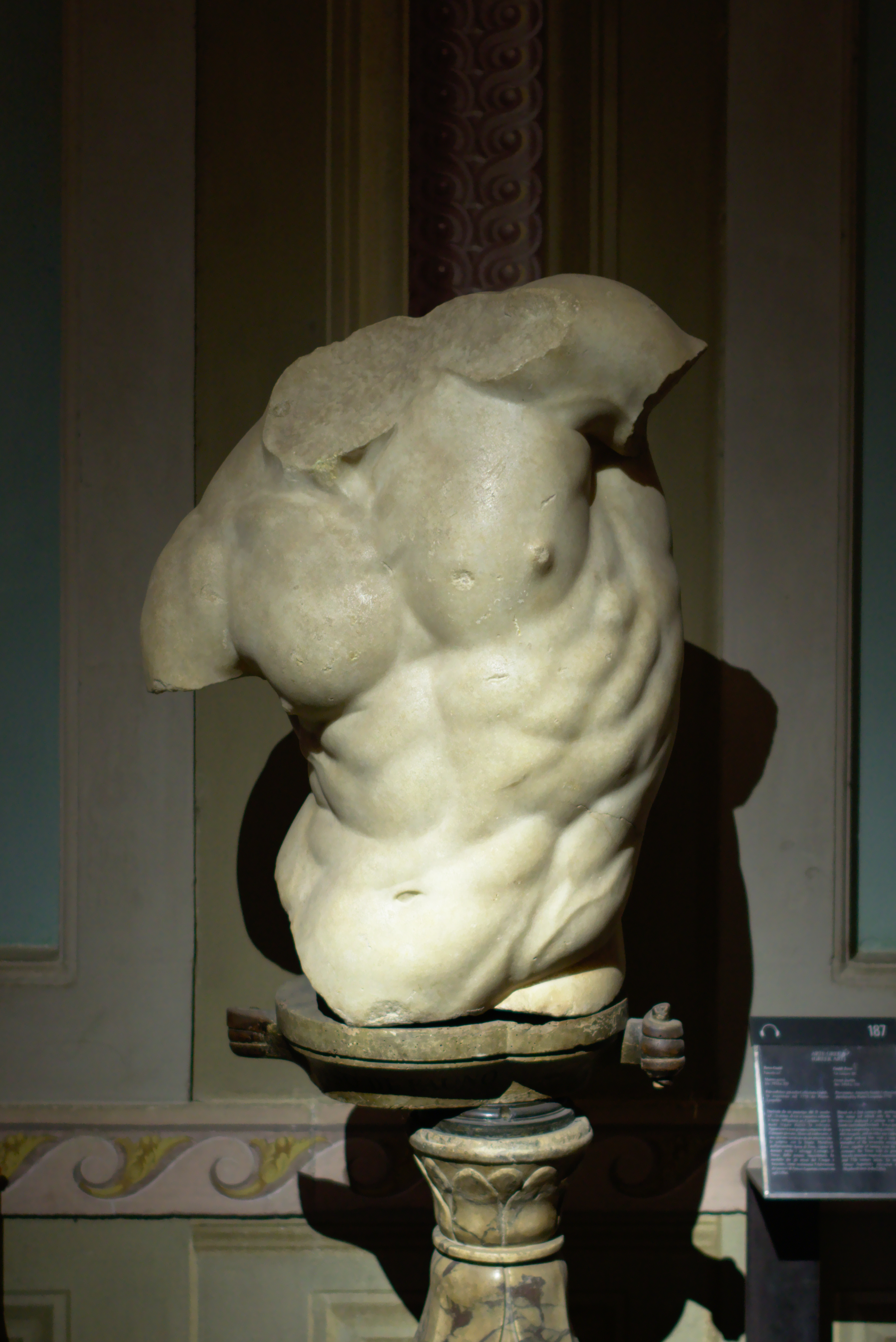
El Torso Belvedere es comparable con una pieza similar, también libre de las restauraciones a que se sometió la mayor parte de la escultura antigua en la Edad Moderna: es el llamado Torso Gaddi, fragmento de una escultura helenística del, actualmente en la Galeria degli Uffizi. También disponible para su estudio por los artistas del Renacimiento, influyó en Lorenzo Ghiberti, Miguel Ángel, Amico Aspertini o Rosso Fiorentino, entre otros.

Véase la galería de imágenes en Commons sobre "El torso del Belvedere en Miguel Ángel y otros pintores"